# Тайфун (ракета)

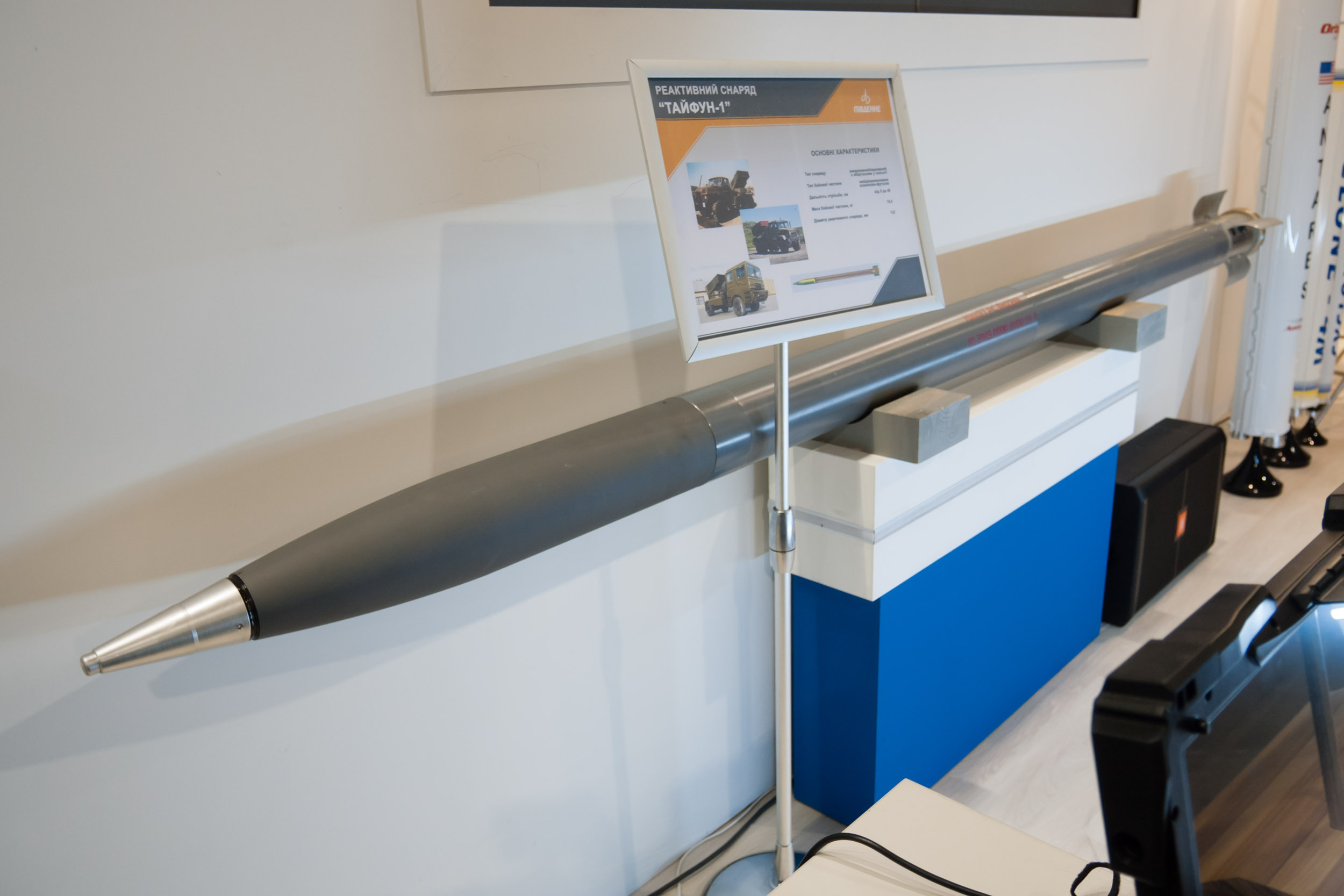
Макет 122-мм реактивного снаряда «Тайфун-1» на виставці «Зброя та безпека — 2019».

2015 року КБ «Південне» розпочало реалізацію програми «Тайфун», що включала у себе чотири ракети: «Тайфун-1», «Тайфун-2», «Тайфун-3» та 400-мм «Тайфун-4» для перспективної ракетної системи.

## Опис ракет
- 9М221Ф «Тайфун-1» — 122 мм модернізація для БМ-21 «Град»: підвищена дальність стрільби: 40 км замість 20 км у радянського зразка. Маса БЧ: 18,4 кг. Також є керована версія під назвою «Тайфун-1М».[2]
- «Тайфун-2» — 220 мм модернізація для БМ-27 «Ураган»: підвищена дальність стрільби: 65 км замість 35, як у звичайного снаряда «Урагана». Маса БЧ: 100 кг.[2]
- «Тайфун-3» — 300-мм модернізація для БМ-30 «Смерч», з розвитком аналогічного проекту «Вільха», втратила актуальність.
- «Тайфун-4» — розміщений на колісному шасі розробки ХКБМ — 400-мм ракета, перспективний зразок, дальність стрільби до 280 км.[3] Маса БЧ: до 200 кг.[2]

### 9М221Ф «Тайфун-1»
В березні 2019 року на виставці «Зброя та безпека 2019» КБ «Південне» було представлено реактивний снаряд 9М221Ф «Тайфун-1». «Тайфун-1» має осколково-фугасну бойову частину масою 18,4 кг, таку ж, як і радянський снаряд 9М22У, але при цьому, «Тайфун-1» в порівнянні з 9М22У має вдвічі більшу максимальну дальність (40 км замість 20). Наприкінці 2019 року, з повідомлення пресслужби КБ «Південне» стало відомо, що випробування реактивних снарядів системи залпового вогню «Тайфун-1» вже розпочато.